# محطة ميرامار الجوية لسلاح مشاة البحرية
محطة ميرامار الجوية لسلاح مشاة البحرية (بالإنجليزية: Marine Corps Air Station Miramar)‏ هي منشأة تابعة لسلاح مشاة البحرية الأمريكية تضم الجناح الثالث للطائرات البحرية، وهو العنصر الجوي لقوة مشاة البحرية الأولى.